# Sainte-Rose-de-Prescott
Sainte-Rose-de-Prescott, anciennement connue sous les noms de Rose Corner puis de Ste. Rose, est un hameau de la municipalité de La Nation, située dans les comtés unis de Prescott et Russell en Ontario (Canada).
Ste. Rose a un parc de jeux surnommé le parc de Sainte-Rose.

## Histoire
Le hameau a été nommé en l'honneur de la famille Rose, l'une des toutes premières familles francophones à s'établir à cet endroit. On a relevé une attestation sous la forme « Ste. Rose » sur une carte de 1937. Plus tard, les citoyens ont voulu donner une allure plus française au nom de leur établissement en choisissant « Sainte-Rose-de-Prescott », sans doute par analogie avec Saint-Isidore de Prescott, village situé tout près. Le nouveau toponyme apparaît sur les cartes à partir de 1952.